# Timi Zajc
Timi Zajc (* 26. April 2000 in Ljubno) ist ein slowenischer Skispringer. Bei den Nordischen Skiweltmeisterschaften 2023 in Planica wurde er Weltmeister auf der Großschanze und im Teamwettbewerb. Bei den Nordischen Skiweltmeisterschaften 2025 in Trondheim konnte er erneut die Goldmedaille im Teamwettbewerb gewinnen. Bei den Olympischen Winterspielen 2022 in Peking wurde er Olympiasieger mit der slowenischen Mannschaft im Mixed-Team.

## Werdegang
Timi Zajc startete am 14. Juli 2013 in Villach zum ersten Mal im FIS Cup und wurde hierbei 69. Nach zwei weiteren Starts im FIS Cup debütierte er ein Jahr später am 13. und 14. September 2014 in Einsiedeln im Alpencup und belegte hierbei die Plätze 29 und 20. In den folgenden Saisons absolvierte er hauptsächlich Wettbewerbe in FIS- und Alpencup. Am 6. und 7. Februar 2016 debütierte Zajc schließlich in Planica im Continental Cup und belegte hier die Plätze 44 und 56. Anfang Februar 2017 erreichte er im türkischen Erzurum mit einem zehnten Platz erstmals eine Top-10-Platzierung im Continental Cup. Beim Europäischen Olympischen Winter-Jugendfestival 2017, ebenfalls in Erzurum, gewann Zajc sowohl im Einzelwettbewerb vor Jonathan Learoyd und Mathis Contamine als auch im Teamwettbewerb zusammen mit seinen Mannschaftskollegen Lovro Vodušek, Bernard Dobre und Tomi Jovan die Goldmedaille. Zudem gewann Zajc bisher zwei Alpencup- sowie drei FIS-Cup-Wettbewerbe, zuletzt zwei FIS-Cup-Wettbewerbe am 12. August 2017 in Kuopio.
Am 17. September 2017 holte Zajc in Trondheim seinen ersten Sieg im Continental Cup, nachdem er bereits im Wettbewerb am Tag zuvor den dritten Platz belegt hatte.
Anfang Oktober 2017 gewann Zajc überraschend die Goldmedaille bei den Slowenischen Meisterschaften 2017 in Kranj. Am 23. Dezember 2017 gewann er in Planica, seine zweite Goldmedaille bei den Slowenischen Meisterschaften 2017, vor Anže Semenič auf Rang zwei und den beiden Drittplatzierten Peter Prevc und Tilen Bartol.
Zum Auftakt des Skisprung-Weltcups 2017/18 in Wisła wurde Zajc erstmals in einem Weltcup-Springen eingesetzt. Am 2. Dezember 2017, beim zweiten Einzelspringen der Saison in Nischni Tagil, sprang er auf den zwölften Platz und erhielt somit seine ersten Weltcup-Punkte. Nachdem er in der weiteren Saison regelmäßig in die Punkteränge sprang, wurde er in das fünfköpfige slowenische Aufgebot für die Olympischen Winterspiele 2018 in Pyeongchang nominiert. Er wurde nur im Einzelwettbewerb auf der Normalschanze eingesetzt und belegte dabei den 33. Platz. Er beendete seine erste Weltcup-Saison mit 88 Punkten auf dem 32. Rang im Gesamtweltcup. In der anschließenden Sommersaison belegte er Platz 13 der Grand-Prix-Serie, wobei ein vierter Platz beim Springen auf dem Tremplin du Praz im französischen Courchevel seine beste Leistung darstellte.
Am 23. Dezember 2018 gewann Zajc die Goldmedaille bei den Slowenischen Meisterschaften 2018 in Planica vor Anže Semenič und Bor Pavlovčič. Gut einen Monat später landete er am 27. Januar 2019 beim Springen auf der Ōkurayama-Schanze im japanischen Sapporo als Zweiter hinter Stefan Kraft erstmals in seiner Karriere auf dem Podest eines Weltcupspringens. Wenige Tage danach gewann er am 1. Februar 2019 auf der Heini-Klopfer-Skiflugschanze in Oberstdorf erstmals einen Weltcupwettbewerb. Bei den Weltmeisterschaften 2019 in Seefeld in Tirol wurde er von der Großschanze Zehnter, während er auf der Normalschanze den 50. und letzten Platz belegte. Mit der slowenischen Männermannschaft erreichte er im Mannschaftsspringen den sechsten Rang. Im Rahmen der Raw Air 2019, bei der er in der Gesamtwertung 16. wurde, gewann er gemeinsam mit seinen slowenischen Mannschaftskameraden Anže Semenič sowie Peter und Domen Prevc am 16. März 2019 das Teamfliegen auf dem Vikersundbakken und holte damit seinen ersten Mannschaftsweltcupsieg. Im Sommer 2019 gewann Zajc sowohl das Auftaktspringen des Continental Cups in Kranj als auch das erste Einzelspringen des Grand Prix in Wisła. Im Winter 2019/20 sprang Zajc viermal im Einzel sowie dreimal mit dem Team auf das Weltcup-Podest. In der Gesamtwertung belegte er den vierzehnten Platz.
Zajc startete als amtierender slowenischer Meister und Hoffnungsträger in die Weltcup-Saison 2020/21, doch kämpfte er an den ersten Wettkampfwochenenden mit seiner Form. Erst beim fünften Einzelspringen des Winters in Nischni Tagil erreichte er als Zehnter eine vordere Platzierung. Dennoch machte sich der Slowene Hoffnungen auf eine Medaille bei der Skiflug-Weltmeisterschaft 2020 in Planica, wo es den Slowenen in den letzten Jahren meist auch trotz schwächerer Form gelang, starke Ergebnisse zu erzielen. Nach den ersten beiden Durchgängen musste Zajc jedoch feststellen, dass seine Aussichten auf eine Platzierung unter den besten Zehn unrealistisch waren. So rangierte er nur auf dem 27. Platz und musste auch schwächere Leistungen seiner Teamkollegen zur Kenntnis nehmen. Daraufhin äußerte sich Zajc frustriert auf der Internet-Plattform Instagram und forderte vehement den Rücktritt des Cheftrainers Gorazd Bertoncelj: „Traurigerweise ist heute alles in sich zusammengebrochen. Ich habe den ganzen Sommer über trainiert, um über die letzte Linie hinaus zu fliegen. Ich denke, dass die Trainer einen Großteil der Verantwortung dafür auf sich nehmen müssen“, so der damals 20-jährige. Des Weiteren kritisierte Zajc fehlende Freiheiten im Trainingsalltag und das Verbot eines Privattrainers. Zajc’ Kritik wurde von anderen slowenischen Athleten unterstützt. Der Sportdirektor des slowenischen Verbands Gorazd Pogorelčnik suspendierte Zajc daraufhin wegen des öffentlichen Disputs. Damit musste dieser auch die Skiflug-Weltmeisterschaft vorzeitig beenden und landete mit zwei von vier Sprüngen auf Gesamtrang 30. Als weitere Konsequenz seiner Kritik trat Bertoncelj noch während der Skiflug-Weltmeisterschaft von seinem Amt als Cheftrainer zurück.
Bei den Olympischen Winterspielen 2022 in Peking gewann er zusammen mit Nika Križnar, Urša Bogataj und Peter Prevc Gold im Mixed-Team-Wettbewerb und mit Lovro Kos, Cene Prevc und dessen Bruder Peter die Silbermedaille im Mannschaftswettbewerb der Männer. In den Einzelwettbewerben wurde er auf der Normalschanze Neunter und von der Großschanze Sechster. Bei der Skiflug-Weltmeisterschaft 2022 im norwegischen Vikersund wurde Zajc im Einzelwettbewerb Zweiter hinter Marius Lindvik. Er erreichte zwar in drei von vier Springen größere Weiten als der Norweger, hatte aber nur einmal eine höhere Punktezahl. Im Teamwettbewerb gewann Zajc zusammen mit Domen Prevc, Peter Prevc sowie Anže Lanišek die Goldmedaille mit deutlichem Abstand vor den Teams aus Deutschland und Norwegen. Am Saisonende erreichte er mit dem achten Platz seine bis dato beste Platzierung im Gesamtweltcup. In der Skiflugwertung wurde er, wie bereits 2019/20, Zweiter.
Am 3. Februar 2023 sprang Zajc beim Mixed-Teamwettbewerb im Rahmen der Weltcup-Saison 2022/23 in Willingen 161,5 Meter, konnte diesen Sprung aber nicht stehen. Dies war der weiteste Wettkampfsprung auf einer Großschanze aller Zeiten.
Bei den Nordischen Skiweltmeisterschaften 2023 in Planica wurde er Weltmeister im Einzelwettbewerb auf der Großschanze.
Bei den Europaspielen 2023 gewann er gemeinsam mit Nika Križnar, Nika Prevc und Anže Lanišek die Bronzemedaille im Mixed-Team.

## Erfolge

### Europäisches Olympisches Winter-Jugendfestival
- Erzurum 2017: Gold in Einzel-, Mannschafts- und Mixed-Teamwettbewerb

### Weltcupsiege im Einzel
| Nr. | Datum            | Ort        | Typ         |
| --- | ---------------- | ---------- | ----------- |
| 1.  | 1. Februar 2019  | Oberstdorf | Flugschanze |
| 2.  | 20. März 2022    | Oberstdorf | Flugschanze |
| 3.  | 2. April 2023    | Planica    | Flugschanze |
| 4.  | 24. Februar 2024 | Oberstdorf | Flugschanze |
| 5.  | 25. Januar 2025  | Oberstdorf | Flugschanze |

### Weltcupsiege im Team
| Nr. | Datum            | Ort        | Typ                    |
| --- | ---------------- | ---------- | ---------------------- |
| 1.  | 16. März 2019    | Vikersund  | Flugschanze            |
| 2.  | 15. Januar 2022  | Zakopane   | Großschanze            |
| 3.  | 4. März 2022     | Oslo       | Großschanze Mixed      |
| 4.  | 26. März 2022    | Planica    | Flugschanze            |
| 5.  | 23. Februar 2024 | Oberstdorf | Flugschanze Super Team |

### Grand-Prix-Siege im Einzel
| Nr. | Datum           | Ort        | Typ         |
| --- | --------------- | ---------- | ----------- |
| 1.  | 21. Juli 2019   | Wisła      | Großschanze |
| 2.  | 11. August 2019 | Courchevel | Großschanze |

### Continental-Cup-Siege im Einzel
| Nr. | Datum              | Ort       | Typ           |
| --- | ------------------ | --------- | ------------- |
| 1.  | 17. September 2017 | Trondheim | Großschanze   |
| 2.  | 5. Juli 2019       | Kranj     | Normalschanze |

## Statistik

### Weltcup-Platzierungen
| Saison  | Platz | Punkte |
| ------- | ----- | ------ |
| 2017/18 | 32.   | 088    |
| 2018/19 | 09.   | 833    |
| 2019/20 | 14.   | 544    |
| 2020/21 | 46.   | 060    |
| 2021/22 | 08.   | 711    |
| 2022/23 | 08.   | 853    |
| 2023/24 | 16.   | 640    |
| 2024/25 | 16.   | 572    |

### Grand-Prix-Platzierungen
| Saison | Platz | Punkte |
| ------ | ----- | ------ |
| 2018   | 13.   | 142    |
| 2019   | 03.   | 268    |
| 2020   | 09.   | 050    |
| 2021   | 49.   | 028    |
| 2022   | 25.   | 058    |
| 2023   | 74.   | 011    |
| 2024   | 24.   | 110    |

### Continental-Cup-Platzierungen
| Saison  | Sommer | Sommer | Winter | Winter | Gesamt | Gesamt |
| Saison  | Platz  | Punkte | Platz  | Punkte | Platz  | Punkte |
| ------- | ------ | ------ | ------ | ------ | ------ | ------ |
| 2016/17 | –      | –      | 069.   | 064    | 094.   | 064    |
| 2017/18 | 004.   | 484    | –      | –      | 021.   | 484    |
| 2018/19 | 054.   | 040    | –      | –      | 101.   | 040    |
| 2019/20 | 024.   | 180    | –      | –      | 043.   | 180    |
| 2020/21 | –      | –      | 067.   | 019    | 074.   | 019    |